# تاریخچهٔ پوشاک و منسوجات
مطالعهٔ تاریخچه پوشاک و منسوجات (انگلیسی: History of clothing and textiles) به بررسی روند توسعه، استفاده و دسترسی به پوشاک و پارچه‌ها در طول تاریخ بشر می‌پردازد. پوشاک و منسوجات بازتاب‌دهندهٔ مواد اولیه و فناوری‌های موجود در تمدن‌های مختلف در دوره‌های گوناگون هستند. تنوع و نحوهٔ توزیع لباس و پارچه در یک جامعه، آداب و رسوم اجتماعی و فرهنگ آن جامعه را آشکار می‌سازد.
پوشیدن لباس ویژگی‌ای مختص انسان است و تقریباً در همهٔ جوامع انسانی دیده می‌شود. در مورد زمان آغاز استفاده انسان از لباس همیشه میان دانشمندان اختلاف نظر بوده است، اما مطالعات جدیدی از دانشگاه فلوریدا در رابطه با تکامل شپش بدن نشان می‌دهد که این رفتار احتمالاً حدود ۱۷۰٬۰۰۰ سال پیش آغاز شده است. نتایج این تحقیق نشان می‌دهد انسان‌ها زمانی شروع به پوشیدن لباس کردند که قصد داشتند از آفریقا مهاجرت کنند—و لباس به‌عنوان یک فناوری به آنان در این مهاجرت موفق کمک کرد.
انسان‌شناسان معتقدند که پوست حیوانات و گیاهان برای ساخت پوشش‌هایی جهت محافظت در برابر سرما، گرما و باران مورد استفاده قرار گرفته‌اند، به‌ویژه زمانی که انسان‌ها به مناطق اقلیمی جدید مهاجرت کردند.
بافت ابریشم حدود سال ۴۰۰ میلادی در هند آغاز شد؛ در حالی که ریسندگی پنبه در هند به حدود ۳۰۰۰ پیش از میلاد بازمی‌گردد. حفاری‌های باستان‌شناسی اخیر در منطقه نوسنگی مهرگره (در پاکستان امروزی)، و مقاله‌ای با عنوان تحلیل الیاف معدنی‌شده از مهره مسی، نشان داد که الیاف پنبه حدود ۷۰۰۰ پیش از میلاد در تمدن دره سند مورد استفاده قرار می‌گرفته‌اند.
منسوجات می‌توانند شامل الیاف قابل لمس یا ریسیده شده‌ای باشند که به نخ تبدیل شده‌اند و سپس از طریق گره‌زنی، بافندگی حلقوی، یا بافندگی معمولی به پارچه تبدیل شده‌اند. شواهد نشان می‌دهد که چنین پارچه‌هایی از دوران پایانی عصر سنگ در خاورمیانه پدیدار شده‌اند.
از دوران باستان تا امروز، روش‌های تولید پارچه همواره در حال تحول بوده‌اند و انتخاب نوع منسوجات تأثیر بسزایی در چگونگی حمل وسایل، پوشش بدن و تزئین فضاهای زندگی داشته است.
منابع در دسترس برای مطالعه تاریخ پوشاک و منسوجات شامل موارد زیر است:
- بقایای فیزیکی کشف‌شده از طریق باستان‌شناسی
- تصاویر و هنرهای تجسمی که نمایش‌دهنده لباس یا فرایند تولید آن هستند
- اسناد و مدارک نوشتاری مربوط به تولید، خرید، استفاده و تجارت پارچه‌ها، ابزارها و پوشاک نهایی

مطالعهٔ تاریخ منسوجات، به‌ویژه در مراحل اولیهٔ آن، بخشی از شاخهٔ مطالعات فرهنگ مادی به‌شمار می‌آید.